# ألسان (مدينة)
ألسان أو أولسان أو رسمياً مدينة ألسان الكبرى هي سابع أكبر مدينة في كوريا الجنوبية بعدد سكانها البالغ أكثر من 1.1 مليون نسمة. تقع هذه المدينة في جنوب شرق البلاد، وهي قريبة من بوسان في الجنوب وتواجه كيونغجو في الشمال ويَحدها بحر اليابان من جهة الشرق.
ألسان هي المركز الصناعيّ الرئيسيّ المُصدر لكوريا الجنوبية، مُشكلة بذلك قلب منطقة ألسان الصناعية، وهي موطن لأكبر مصانع تركيب السيارات التابعة لشركة هيونداي موتور ولأكبر ورشات بناء السفن التابعة لصناعات هيونداي الثقيلة ولأكبر معامل تكرير النفط التابعة لمجموعة سنكيونغ في العالم كله. وفي عام 2008، كانت تملك ألسان ناتجاً محلياً إجمالياً بَلغَ 63,813$ وكان بذلك الأعلى على الإطلاق في كوريا الجنوبية.